# Alias (software)

Alias della cartella "Documenti" sulla Scrivania di OS X Snow Leopard

Nel System 7 e successivi sistemi operativi di Apple, un alias è un file che rappresenta un altro elemento (file o cartella) in un file system locale o remoto, e fornisce un collegamento dinamico ad esso; se l'oggetto di riferimento viene spostato, l'alias continuerà a funzionare. Il corrispettivo di Windows è il collegamento (un file con estensione .LNK); in alcune versioni di Windows, spostare il file di riferimento avrebbe interrotto il collegamento.
Gli alias sono simili al collegamento simbolico Unix (symlink) ma con il vantaggio di continuare a funzionare se l'originale viene spostato in un'altra posizione sullo stesso volume (in questo caso si comporta come un collegamento fisico, ma l'origine e la destinazione del collegamento possono risiedere su file system differenti). Derivando da BSD, macOS supporta anche i tradizionali collegamenti simbolici (symbolic link) e fisici (hard link) Unix.

## Funzionamento
Un alias si comporta come un "sostituto" di qualsiasi tipo di elemento nel file system, come un documento, un'applicazione, una cartella, un volume (locale o di rete) o una stampante. Effettuando un doppio click o un'anteprima Quick Look il SO si comporterà come se si fosse agito sull'originale, idem se si seleziona un alias da una finestra di dialogo "Apri/Salva". Tuttavia eliminare, copiare o applicare un'etichetta agirà solo sull'alias, e non sull'elemento originale.
Lo scopo degli alias è quello di permettere all'utente una gestione flessibile dei propri file, potendovi accedere da diverse posizioni senza dover copiare i file stessi. Un comune alias in Mac OS Classic era molto piccolo, tra 1 e 5 KB; in OS X invece possono arrivare a pesare oltre 500 KB per l'alias di una cartella.

## Aspetto
In Mac OS Classic gli alias si distinguevano per via del nome, che diversamente dai normali file, era scritto in corsivo. Per sopperire ad alcune localizzazioni (quali il giapponese) prive di caratteri corsivi, in Mac OS 8.5 è stato aggiunto un simbolo distintivo, ovvero una freccia nera con bordo bianco sovrimpressa all'icona dell'elemento (simile a quella usata per i collegamenti in Windows).
In macOS gli alias non hanno più il nome in corsivo, ma hanno mantenuto la freccia nell'angolo in basso a sinistra dell'icona.

## Creazione
Nel System 7 l'unico modo per creare un alias era cliccare l'elemento originale e selezionare "Crea alias" dal menù "Archivio". Un alias chiamato "Nome originale alias" sarebbe stato creato nella stessa cartella.
In Mac OS 8.5 venne aggiunta una funzione per riconnettere gli alias non funzionanti.
In Mac OS 9 e X è stato reso possibile trascinare elementi del Finder con i tasti comando (cmd) e opzione (alt) premuti per creare un alias nella posizione desiderata.